# David Schinkel
Pour les articles homonymes, voir Schinkel.
David Schinkel est un écrivain canadien, né en Ontario en 1944. Il a écrit plusieurs livres avec Yves Beauchesne.
En 1986 paraît Aller retour, premier roman en collaboration avec Beauchesne. Leur roman pour enfants Le Don a remporté le prix du Gouverneur général : littérature jeunesse de langue française - texte en 1987 et le Prix Alvin-Belisle et le prix ACELF.